# Howell Township (Missouri)
Howell Township est un ancien township du comté de Howell dans le Missouri, aux États-Unis,.
Le townhsip est fondé avant 1844. Il est baptisé en référence à des pionniers.

## Source de la traduction
- (en) Cet article est partiellement ou en totalité issu de l’article de Wikipédia en anglais intitulé « Howell Township, Howell County, Missouri » (voir la liste des auteurs).